# Verwaltungsgemeinschaft Buttstädt

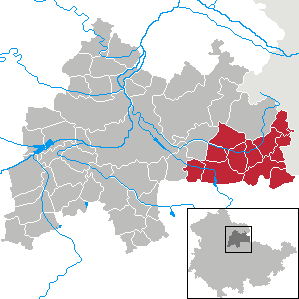
Lage der ehemaligen Verwaltungsgemeinschaft im Landkreis Sömmerda

Die Verwaltungsgemeinschaft Buttstädt im Landkreis Sömmerda in Thüringen in Deutschland hatten sich die Stadt Buttstädt und neun Gemeinden zur Erledigung ihrer Verwaltungsgeschäfte zusammengeschlossen.

## Die Gemeinden
- Buttstädt, Stadt
- Ellersleben
- Eßleben-Teutleben
- Großbrembach
- Guthmannshausen
- Hardisleben
- Kleinbrembach
- Mannstedt
- Olbersleben
- Rudersdorf

In der Verwaltungsgemeinschaft Buttstädt im östlichen Teil des Thüringer Beckens lebten auf einer Fläche von etwa 104 km² etwa 6800 Einwohner.

## Geschichte
Die Verwaltungsgemeinschaft wurde am 1. Januar 1991 gegründet. Am 4. Februar 1995 wurde sie um die Gemeinden Großbrembach und Kleinbrembach erweitert.
Im Rahmen der Gebietsreform in Thüringen wurde die Verwaltungsgemeinschaft am 1. Januar 2019 aufgelöst. Die Mitgliedsgemeinden schlossen sich zur Stadt und Landgemeinde Buttstädt zusammen.